# Rally de La Coruña de 2015
El Rally de La Coruña de 2015 fue la 20.ª edición y la quinta ronda de la temporada 2015 del campeonato de Galicia de Rally. Se celebró los días 4 y 5 de septiembre y contó con un itinerario de nueve tramos que sumaban un total de 95,94 km cronometrados aunque los últimos tres tramos se cancelaron debido a un accidente en el tramo de Carral donde siete espectadores perdieron la vida.
El rally de La Coruña que se había organizado de 1983 hasta 2001 por la Escudería Coruña se llevó a cabo de nuevo tras catorce años de ausencia gracias a la Escudería One Seven que lo recuperó y la incluyó en el calendario del campeonato gallego. La prueba fue dominada por Iván Ares, que se encontraba líder por más de un minuto sobre Alberto Meira, cuando fue paralizada en el sexto tramo. Manuel Senra con su Peugeot 306 Maxi completó el podio.
Sergio Tabeayo que conducía un Peugeot 206 XS se salió de la pista en un cambio de rasante en el tramo de Carral arrollando a varios espectadores que se encontraban en la zona. Dieciséis personas resultaron heridas y siete perdieron la vida, entre las que se encontraba una niña menor y una mujer embarazada. Como consecuencia la prueba se canceló al momento y posteriormente los ayuntamientos de Carral y Cambre decretaron tres días de luto oficial.

## Itinerario
| Día   | TC  | Nombre      | Distancia | Hora  | Ganador      | Tiempo    | Líder        |
| ----- | --- | ----------- | --------- | ----- | ------------ | --------- | ------------ |
| Día 1 | TC1 | Arteixo 1   | 6.54 km   | 14:00 | Bandera de ? |           | Bandera de ? |
| Día 1 | TC2 | Culleredo 1 | 8.24 km   | 14:40 | Bandera de ? |           | Bandera de ? |
| Día 1 | TC3 | Carral 1    | 17.20 km  | 15:20 | Bandera de ? |           | Bandera de ? |
| Día 1 | TC4 | Arteixo 2   | 6.54 km   | 17:30 | Bandera de ? |           | Bandera de ? |
| Día 1 | TC5 | Culleredo 2 | 8.24 km   | 18:10 | Bandera de ? |           | Bandera de ? |
| Día 1 | TC6 | Carral 2    | 17.20 km  | 18:50 | Bandera de ? |           | Iván Ares    |
| Día 1 | TC7 | Arteixo 3   | 6.54 km   | 20:50 | Cancelado    | Cancelado | Iván Ares    |
| Día 1 | TC8 | Culleredo 3 | 8.24 km   | 21:30 | Cancelado    | Cancelado | Iván Ares    |
| Día 1 | TC9 | Carral 3    | 17.20 km  | 22:10 | Cancelado    | Cancelado | Iván Ares    |

## Clasificación final
| Pos. | Piloto                  | Copiloto               | Automóvil                  | Tiempo  | Diferencia |
| ---- | ----------------------- | ---------------------- | -------------------------- | ------- | ---------- |
| 1.   | Iván Ares               | Álvaro Bañobre         | Porsche 997 GT3 RS 3.8     | 32:57.2 | 0.0        |
| 2.   | Alberto Meira           | David Vázquez Liste    | Mitsubishi Lancer Evo X R4 | 34:03.3 | +1:06.1    |
| 3.   | Manuel Senra            | Faustino Suárez        | Peugeot 306 Maxi           | 34:52.2 | +1:55.0    |
| 4.   | David González Gil      | José Antonio Pintor    | Mitsubishi Lancer Evo X    | 35:03.4 | +2:06.2    |
| 5.   | Iago Caamaño            | Alberto Rodríguez      | Porsche 997 GT3 RS 3.6     | 35:11.3 | +2:14.1    |
| 6.   | Tino Iglesias           | Jorge Iglesias         | Ford Fiesta R2             | 36:08.1 | +3:10.9    |
| 7.   | Daniel Castro Rodríguez | Sergio Martínez Luaces | Peugeot 206 XS             | 36:09.9 | +3:12.7    |
| 8.   | José Manuel Lista       | Francisco Otero Bande  | Mitsubishi Lancer Evo VIII | 36:13.9 | +3:16.7    |
| 9.   | Marcos Canedo López     | Miguel Ángel Vilas     | Peugeot 208 R2             | 36:15.7 | +3:18.5    |
| 10.  | Jaime Castro            | Víctor Fernández       | Renault Mégane Maxi        | 36:34.9 | +3:37.7    |